# David J. Skorton
David J. Skorton, né le 22 novembre 1949, est un physicien et cardiologue américain, et le 13e secrétaire de la Smithsonian Institution du 1er juillet 2015 au 16 juin 2019. Il est aussi le président de l'Université Cornell de 2006 à 2015, et le président de l'Université de l'Iowa de 2003 à 2006.

## Biographie
David J. Skorton obtient son master en psychologie en 1974 à l'Université Northwestern. Il est ensuite interne en médicine à l'Université de Californie à Los Angeles où il se spécialise en cardiologie. Il rejoint l'Université de l'Iowa en 1980 où il occupe des fonctions académiques en médecine et en ingénierie informatique. Il est promu professeur en 1988. En 1992, il est nommé vice-président de la recherche, puis vice-président intérimaire en juillet 2000. Sous sa supervision, le budget consacré à la recherche est passé de $150 millions à $341 millions annuel. Il a insufflé la création du Iowa Arts and Humanities Initiative, et a co-créé la Clinique des maladies cardiaques congénitales pour adultes et adolescents de l'Université de l'Iowa.
Le 5 janvier 2003, David J. Skorton est nommé le 19e président de l'Université de l'Iowa. Lorsqu'il faut trancher sur la question des vestiaires du stade de l'université peints en rose pour influencer sur le mental des équipes adverses, il choisit de laisser les vestiaires ainsi.
En 2006, David J. Skorton est nommé président de l'Université Cornell. En 2011, il participe avec le maire Michael Bloomberg à la présentation du projet de rénovation sur la Roosevelt Island où la nouvelle université Cornell Tech a ouvert ses portes en septembre 2017. Cornell s'associe au Technion pour la réalisation de ce projet de nouveau campus technologique d'un coût de $100 millions. Ce partenariat avec l'université technologique israélienne provoque une controverse dans les milieux académiques américains qui rappellent les écarts de conduite de l'État d'Israël pour justifier un boycott,. 
En 2013, il mène campagne contre les législations autorisant les armes à feu dans les universités.
Le 1er juillet 2015, David J. Skorton est nommé 13e secrétaire de la Smithsonian Institution. Il fait adopter un nouveau plan stratégique qui consiste à organiser des discussions critiques sur les sujets vitaux d'intérêt public, comme le Earth Optimism Summit qui réunit en 2017 des spécialistes venus partagés les projets ayant fait leurs preuves et pouvant fonctionner à plus grande échelle. Sous sa direction, le National Museum of African American History and Culture a ouvert ses portes. Il est remplacé le 16 juin 2019 par Lonnie Bunch.

## Autres mandats
- 2012- : Président du New York Racing Association (NYRA)[10]
- 1999-2001: Président du conseil de recherche de l'Iowa[2]

## Prix et récompenses
- Avraham Harman Leadership Award[6]

## Vie privée
David J. Skorton est marié à Robin Davisson, professeur de sciences biomédicales à Cornell University